# Linda Medalen
Linda Medalen, född den 17 juni 1965, är en norsk före detta fotbollsspelare.
Medalen gjorde 152 landskamper för Norge, och gjorde 64 mål. Hon var med och vann inofficiella VM 1988, tog silver i VM 1991 och blev världsmästare i VM 1995. I EM var hon med och tog silver 1989 och 1991, och blev Europamästare 1993. Hon var också med och tog OS-brons 1996.
På klubbnivå representerade hon Asker och japanska Nikko Securities Dream Ladies. Hon vann serien fyra gånger och cupen två gånger med Asker, och serien en gång och cupen två gånger med Nikko.